# Дуб Ивана Франко (Коломыя)
Дуб Ивана Франко — ботаническая достопримечательность природы местного значения на Украине. Расположена в черте города Коломыя Ивано-Франковской области, на ул. Ивана Франко, возле дома № 40.
Площадь 0,01 га. Статус предоставлен в соответствии с решением областного совета от 24.03.2011 года № 90-4/2011. Находится в ведении Коломыйского городского совета.
Статус присвоен с целью сохранения одного экземпляра векового дуба.